# Jesse Zamudio
Jesse Zamudio García (ur. 8 marca 1999 w Moroleón) – meksykański piłkarz występujący na pozycji ofensywnego pomocnika lub skrzydłowego, od 2023 roku zawodnik Tlaxcali.